# NGC 1
NGC 1 és una galàxia espiral localitzada a 190 milions d'anys llum a la constel·lació del Pegàs. Amb prop de 90.000 anys llum de diàmetre, és només una mica més petita que la Via Làctia. És el primer objecte llistat al New General Catalogue. Amb les coordenades emprades en el temps de la compilació del catàleg (època 1860), aquest objecte tenia l'ascensió recta més baixa de tots els objectes del catàleg, i el convertia en el primer objecte a ser llistat en ser aquest el criteri per a ordenar-los. Des de llavors les coordenades han canviat, de manera que tot i romandre com a primer element del catàleg ja no té l'ascensió recta més baixa.